# Amaggi
Gruppo Amaggi è una società commerciale brasiliana impegnata nella coltivazione della soia, di proprietà di Lucia Borges Maggi, del figlio Blairo Maggi e delle quattro sorelle, eredità costruita in famiglia con il patriarca André Antonio Maggi (1927-2001). Con sede nella città di Cuiabá, Amaggi è una delle principali società agroalimentari in America Latina e ha sedi in 7 paesi. Oltre al commercio, la società ha filiali nei settori delle sementi, del trasporto fluviale, della lavorazione della soia, della produzione di energia e nell'area finanziaria.
È il più grande produttore privato di semi di soia al mondo.

## Violazioni umanitarie
Alla fine degli anni '80, secondo un documento riservato della Polizia Federale (DPF) del Mato Grosso, nella fattoria denominata Gleba Jarinã di André Maggi, furono trovati lavoratori in una situazione simile alla schiavitù. Nel rapporto, ottenuto dall'Istituto brasiliano per la difesa forestale (IBDF), un ente precedente all'IBAMA, che sovrintendeva alla deforestazione illegale della proprietà, uno dei lavoratori ha riferito di essere stato frustato da un appaltatore di André Maggi.